# Stjørdal
Stjørdalⓘ là một đô thị ở hạt Trøndelag, Na Uy. Đô thị này thuộc khu vực Stjørdalen. Trung tâm hành chính của đô thị này là làng Stjørdal.
Stjørdal đã được lập thành một đô thị ngày 1 tháng 1 năm 1838 (xem formannskapsdistrikt). Stjørdal đã được chia thành Øvre Stjørdal và Nedre Stjørdal vào ngày 1 tháng 1 năm 1850. Sau này Øvre Stjørdal đã được chia thành Hegra và Meråker vào ngày 1 tháng 1 năm 1874 và Nedre Stjørdal đã được chia thành Lånke, Skatval, và Stjørdal vào ngày 1 tháng 1 năm 1902. Tất cả các đô thị này (trừ Meråker) đã được sáp nhập lại để lập đô thị Stjørdal vào ngày 1 tháng 1 năm 1962.

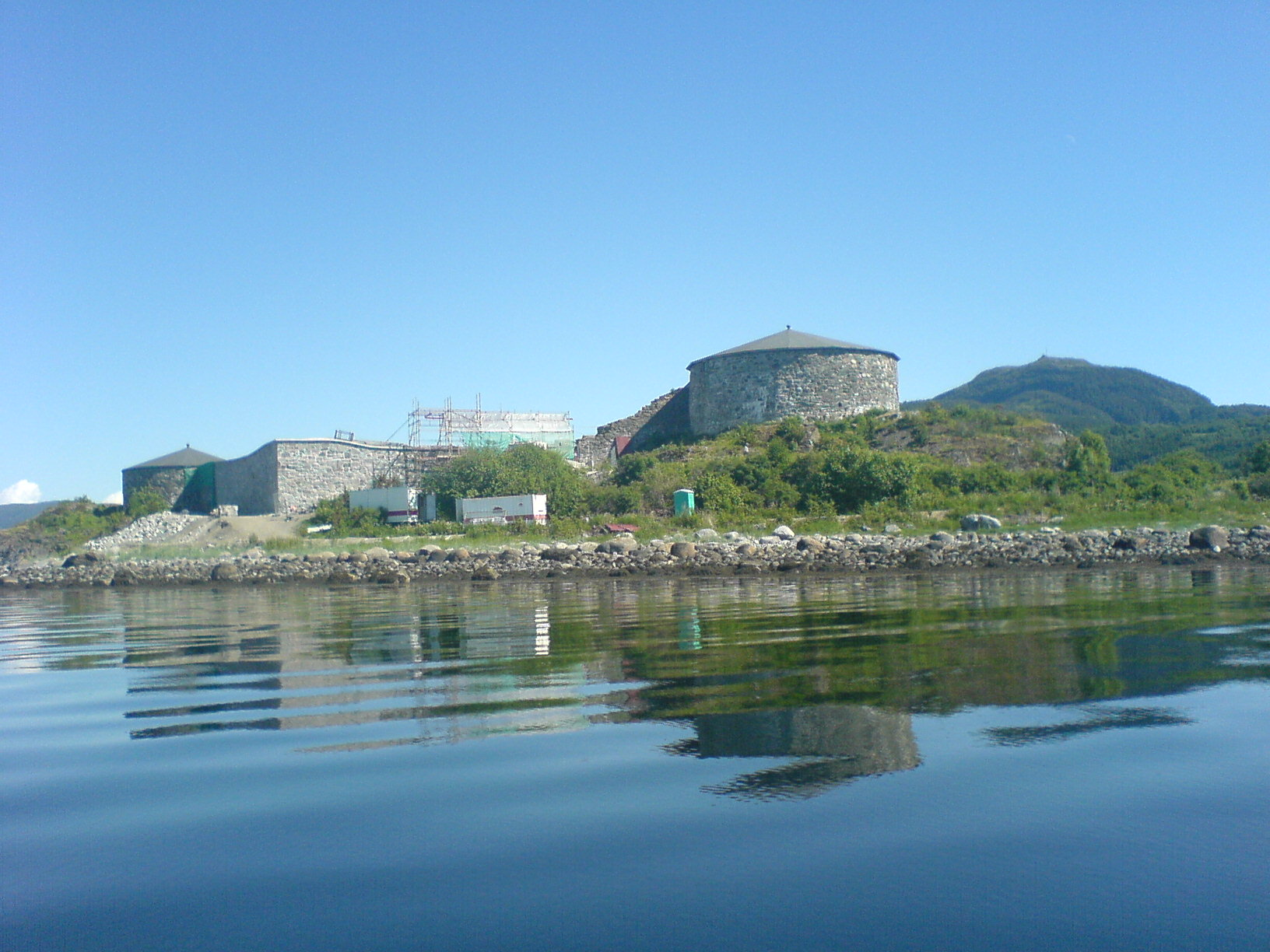
Lâu đài Steinvikholm ở Stjørdal

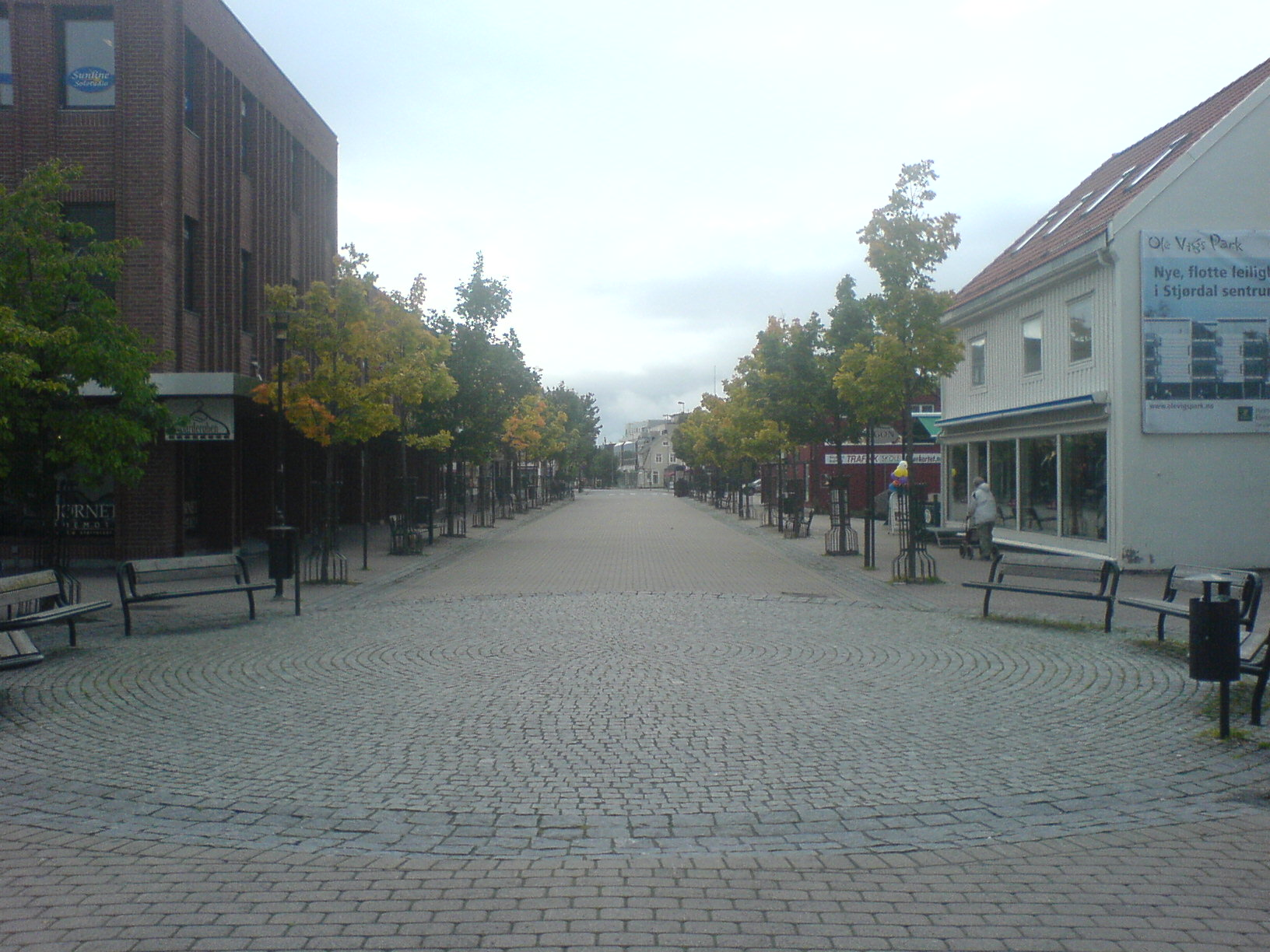
Phố đi bộ ở thị trấn Stjørdal

Huy hiệu hiện nay đã được ban hành sử dụng ngày 25 tháng 11 năm 1983.
Stjørdal bao gồm the các đô thị cũ Skatval, Hegra, Lånke và Stjørdal. Sông "Stjørdalselven" chảy qua thung lũng Stjørdal, với bán đảo Skatval về phía bắc.